# East Suffolk (Grafschaft)

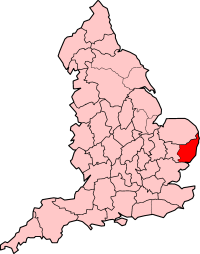
East Suffolk als Verwaltungsgrafschaft (1888–1974)

East Suffolk ist ein Gebiet in der englischen Grafschaft Suffolk, das von 1888 bis 1974 den Status einer Verwaltungsgrafschaft (englisch Administration County) hatte. Der Verwaltungssitz befand sich in Ipswich.
Als 1888 die Verwaltungsgrafschaften eingeführt wurden, wurde die traditionelle Grafschaft Suffolk in drei selbständige Gebiete, East Suffolk und West Suffolk sowie Ipswich als County Borough, aufgeteilt. Dies wurde jedoch mit der Kommunalreform 1974 wieder rückgängig gemacht. Intern gliederte sich East Suffolk in Municipal Boroughs sowie Urban und Rural Districts.
Seit April 2019 gibt es East Suffolk wieder als Verwaltungseinheit, nun als District und mit geringerem räumlichen Umfang.